# Josep Borrell i Fontelles
Josep Borrell i Fontelles   (la Pobla de Segur, 24 d'abril de 1947) és un polític català, militant del Partit Socialista Obrer Espanyol (PSOE), que exerceix com a Alt representant de la Unió Europea per a Afers exteriors i Política de Seguretat des de 2019. Anteriorment ho feu com a ministre d'Afers Exteriors, Unió Europea i Cooperació d'Espanya (2018-2019), president del Parlament Europeu (2004-2007) i ministre d'Obres Públiques i Urbanisme d'Espanya (1991-1996).

## Trajectòria

### Orígens i formació
Borrell nasqué el 24 d'abril de 1947 a la Pobla de Segur, població situada a la comarca del Pallars Jussà, en el bressol d'una família de flequers. El seu avi patern, emigrant a l'Argentina, regentà una botiga de confitures a la ciutat de Mendoza, el qual retornà a Catalunya quan el pare de Borrell tenia 8 anys.
Inicià els seus estudis d'enginyeria industrial a la Universitat de Barcelona, però abandonà aquesta universitat l'any 1965 per a estudiar i llicenciar-se en enginyeria aeronàutica per la Universitat Politècnica de Madrid. Posteriorment es doctorà en ciències econòmiques a la Universitat Complutense de Madrid i amplià els seus estudis amb un màster d'Economia de l'energia a l'Institut Francès del Petroli de París i un màster en Investigació operativa a la Universitat Stanford, a Palo Alto. Interessat en la docència, fou professor d'Anàlisis Econòmiques a la Facultat de Ciències Econòmiques de la Universitat Complutense de Madrid i catedràtic en excedència de matemàtiques empresarials.
L'estiu de 1969, després de llicenciar-se, es traslladà a Israel per a treballar al kibbutz de Gal On, on conegué a Carolina Mayeur, francesa d'origen jueu, amb la qual contragué matrimoni, tingué dos fills, i se'n divorcià durant la dècada de 1990. Instal·lat a Madrid, entre 1972 i 1981 treballà com a enginyer a la Companyia Espanyola de Petrolis (CEPSA) i hi fou elegit representant sindical.

### Inicis polítics

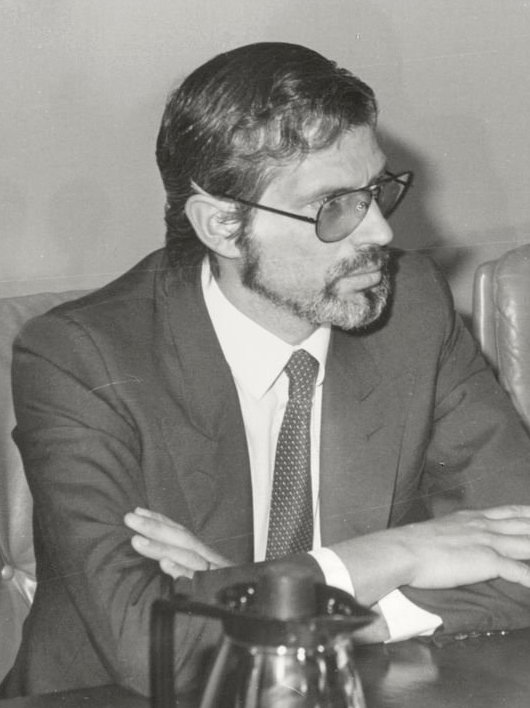
Josep Borrell el 1984.

L'any 1975 ingressà com a militant a les files del Partit Socialista Obrer Espanyol (PSOE). Començà el seu periple polític a l'Agrupació Socialista de Madrid-Nord al costat de Luis Solana i Luis Carlos Croissier.
L'any 1979 fou escollit regidor de l'Ajuntament de Majadahonda després que, a les eleccions municipals, concorregués en 5è lloc de la llista del PSOE encapçalada per José María Rodríguez Colorado. En paral·lel, també es convertí en membre de la Diputació de Madrid a la corporació provincial entre 1979 i 1983, i es feu càrrec de l'àrea de política fiscal a l'etapa prèvia de constitució de la Comunitat de Madrid.

### Alts càrrecs al Govern espanyol
Amb l'arribada de Felipe González a la presidència del Govern espanyol després de les eleccions estatals de 1982, fou nomenat secretari d'Estat de Pressupost i Despesa Pública del Ministeri d'Economia i Hisenda d'Espanya en el primer govern González. A les eleccions estatals de 1986 fou escollit diputat al Congrés dels Diputats per la província de Barcelona, càrrec que repetí a els eleccions de 1989, 1993, 1996, 2000 i 2004.
Fou triat pel ministre Miguel Boyer Salvador com a secretari d'Estat d'Hisenda entre 1984 i 1991, posició des de la qual es mostrà crític amb l'ortodòxia econòmica predicada per Mariano Rubio, governador del Banc d'Espanya. Aconseguí repercussió mediàtica durant el procés judicial per frau fiscal contra l'artista flamenca Lola Flores i fou utilitzat pel Ministeri d'Hisenda com a cas exemplificant en la seva lluita contra el frau fiscal.
El 1991 fou nomenat ministre d'Obres Públiques i Urbanisme d'Espanya, en substitució de Javier Sáenz de Cosculluela, i l'any 1993 li foren transferides les competències en medi ambient. Al capdavant del ministeri participà, entre d'altres, en el procés de liberalització del sector espanyol de les telecomunicacions, impulsà el Pla Nacional de Telecomunicacions 1991-2002 (PNT). No obstant, l'any 1993 amenaçà a la Comissió Europea amb bloquejar la liberalització si no els concedia una moratòria perquè considerà prioritari aconseguir la universalització de l'accés al servei abans de procedir a la completa liberalització.
Durant aquest període inicià la seva participació com a membre de l'Executiva del Partit dels Socialistes de Catalunya (1992-2004) i com membre de l'Executiva Federal del PSOE (1997-2000).

### Primàries al PSOE
Amb el PSOE a l'oposició, es va imposar a les primàries del 24 d'abril de 1998 per a l'elecció del candidat del partit a la presidència del govern a les eleccions generals espanyoles de 2000, derrotant per un 55% de vots a Joaquín Almunia, en aquell moment secretari general del partit. Almunia fou el candidat «oficialista» i comptà amb el suport de l'aparell del partit i entre d'altres l'antic president de govern espanyol Felipe González. Aquesta fou la primera ocasió en què un partit polític espanyol utilitzà un sistema de primàries obertes als militants per l'elecció del seu secretari general. No obstant això, Borrell acabà renunciant el 14 de maig de l'any següent a favor d'Almunia, a causa de la falta de suport de la direcció, i a l'escàndol de frau fiscal de José María Huguet, un antic col·laborador seu quan era secretari d'Estat d'Hisenda. Pel mateix cas, "Hisenda Catalana", va estar acusat i finalment absolt, un altre col·laborador seu, Ernesto de Aguiar.
Entre 1999 i 2004 fou president del Comitè Parlamentari en Afers Europeus, l'any 2002 va ser un dels representants del Congrés dels Diputats a la Convenció per al futur d'Europa, encarregada d'elaborar l'esborrany de la Constitució Europea.

### President del Parlament Europeu
Fou el cap de llista del PSOE a les eleccions al Parlament Europeu de 2004, que a la circumscripció estatal guanyà el seu partit, i es convertí en eurodiputat del Parlament Europeu. El 20 de juliol del mateix any fou escollit President del Parlament Europeu, obtenint 388 vots gràcies a un acord entre el Partit Popular Europeu (PPE), i el Partit Socialista Europeu (PSE) per a compartir el control del Parlament en el seu mandat de cinc anys, i derrotà al liberal polonès Bronislaw Geremek (208 vots) i el comunista francès Francis Wurtz (51 vots). En virtut del pacte, reemplaçà a Pat Cox i exercí el càrrec fins al gener de 2007, moment en el qual fou reemplaçat pel conservador alemany Hans-Gert Pöttering. Al seu torn el substitut de Borrell, que també fou president del PPE, feu una crida a la «responsabilitat» dels socialistes perquè recolzessin al president de la Comissió Europea, José Manuel Durão Barroso, i així contribuïssin a l'«estabilitat de les institucions comunitàries».

### Allunyament temporal de primera línia política
Membre del consell d'administració d'Abengoa des del 2009, el 2010 es convertí en president del seu consell assessor internacional. Entre el gener de 2010 i el juny de 2012 va ocupar el càrrec de president de l'Institut Universitari Europeu, amb seu a Florència.
El 2015, coincidint amb les eleccions al Parlament de Catalunya, publicà juntament amb Joan Llorach el llibre Las cuentas y los cuentos de la independencia, en el qual tractà de desarticular supòsits del catalanisme, sobretot en l'àmbit econòmic (per exemple, el dèficit fiscal o el límit del 4% en el dèficit dels estats federats alemanys amb el Govern federal). El 29 d'octubre de 2017 participà a la manifestació «Tots som Catalunya, per la convivència, seny», organitzada per Societat Civil Catalana.
L'any 2017 rebutjà ocupar la tercera posició a les llistes del PSC a les eleccions al Parlament de Catalunya en haver-se retirat de la vida política activa. En un míting pel partit durant la campanya electoral feu unes declaracions polèmiques, afirmant que «abans de cosir les ferides s'han de desinfectar» en relació amb els esdeveniments ocorreguts pocs mesos abans entorn de l'organització d'un referèndum sobre la independència de Catalunya. Sis anys després, aquestes declaracions motivaren la proposta de canvi de nom del «passeig de Josep Borrell» pel de «passeig d'1 d'Octubre», de La Pobla de Segur (Pallars Jussà), municipi natal de Borrell. La proposta es materialitzà el 12 de març de 2023 mitjançant una consulta popular, no vinculant i sense cens, en la qual votaren 322 persones, amb un resultat de 250 vots (77,6%) favorables al canvi, 64 vots (19,9%) partidaris del manteniment i 8 (2,5%) pel vot nul o blanc. L'aprovació final al canvi resta pendent de l'Ajuntament governat en majoria absoluta per Esquerra Republicana de Catalunya.

### Ministre d'Exteriors d'Espanya
El juny de 2018, després de la moció de censura contra Mariano Rajoy, per la qual Pedro Sánchez esdevingué president, Borrell fou proposat per a assumir la cartera del Ministeri d'Afers Exteriors, Unió Europea i Cooperació d'Espanya. Felip VI d'Espanya sancionà mitjançant un reial decret de 6 de juny el seu nomenament com a titular de la cartera; i Borrell prengué possessió del càrrec el 7 de juny al Palau de la Zarzuela. Aquell mateix estiu contragué matrimoni amb Cristina Narbona, companya de militància al PSOE, amb qui portava dues dècades de convivència. Al setembre de 2018 la Comissió Nacional del Mercat de Valors (CNMV) resolgué en contra d'ell un expedient sancionador obert el 2017 per l'ús d'informació privilegiada en la venda d'accions d'Abengoa, empresa de la qual fou conseller, al novembre de 2015, imposant una multa de 30.000 euros. Al novembre de 2018 subscrigué els quatre memoràndums d'entesa negociats amb el Regne Unit que determinaren la relació futura amb el territori de Gibraltar en el context del Brèxit.
Al febrer de 2019 anuncià que concorreria com a cap de llista de la candidatura del partit per a les eleccions al Parlament Europeu de 2019 a Espanya. Elegit diputat de Parlament Europeu, renuncià a recollir l'acta d'eurodiputat i al·legà com a raó «la incertesa sobre la investidura» del president de Govern, que segons ell faria poc raonable que el lloc de ministre d'Afers Exteriors quedés vacant durant un temps indefinit. El 2 de juliol de 2019 fou nominat pel Consell Europeu per al lloc d'Alt representant de la Unió Europea per a Afers exteriors i Política de Seguretat. El 18 de juliol de 2019 adquirí la doble nacionalitat espanyola i argentina com a homenatge al seu pare, qui també tingué la ciutadania argentina. El 29 de novembre de 2019 dimití com a ministre d'Afers Estrangers, Unió Europea i Cooperació per assumir el càrrec d'Alt representant de la Unió per a Assumptes Exteriors i Política de Seguretat. El va substituir en el càrrec, de forma interina, la ministra de Defensa d'Espanya Margarita Robles, fins al nomenament d'Arancha González Laya.

### Alt representant de la UE per a Afers exteriors i Política de Seguretat
L'1 de desembre de 2019 assumí el càrrec d'Alt representant de la Unió Europea per a Afers exteriors i Política de Seguretat, així com el de vicepresident de la Comissió Europea, en el Col·legi de Comissaris presidit per Ursula von der Leyen.
El 5 de febrer de 2021, en una reunió amb el ministre d'Afers Exteriors de Rússia, Serguei Lavrov, exigí a les autoritats russes la posada en llibertat del polític opositor Aleksei Navalni i l'obertura d'una investigació imparcial per a esbrinar els responsables del seu enverinament. Aquesta trobada es feu el mateix dia que Rússia expulsà tres diplomàtics d'Alemanya, Polònia i Suècia per haver participat a les protestes d'alliberament de Navalni, declarades il·legals pel govern rus. La resposta del canceller rus no es feu esperar i a la roda de premsa de la reunió qüestionà la legitimitat del representant de la UE quan el sistema judicial espanyol manté empresonats a líders independentistes catalans, després que tribunals de Bèlgica i Alemanya l'haguessin contradit en la qüestió del referèndum sobre la independència de Catalunya de 2017.
Les reaccions no es feren esperar i, tres dies després, una cinquantena d'eurodiputats, majoritàriament ultraconservadors polonesos i populars dels països bàltics i de l'est, criticant el paper «humiliant» de Borrell, provocador de «greus danys a la reputació de la UE» després d'anar a Moscou per «iniciativa pròpia». L'endemà, 9 de febrer, l'eurodiputat independentista català Carles Puigdemont, en una sessió del plenari del Parlament Europeu, li recriminà la reunió humiliant a Rússia i manifestà que «havíem avisat que la doble moral de la Unió Europea en soscava la credibilitat global com a defensora de les llibertats. I ara hi ha conseqüències humiliants per a tots», així com li exigí que fes un «Borellexit». Una altra reacció fou la de la ministra d'Afers Exteriors d'Espanya, Arancha González Laya, que l'endemà de la reunió manifestà per xarxes socials de twitter que esperava que Navalni «pugui fer campanya i participar en les pròximes eleccions russes com ho estan fent els líders independentistes catalans que compleixen condemna» i que a l'Estat espanyol «no hi ha presos polítics, sinó polítics presos». En resposta a aquest missatge, la portaveu del Ministeri d'Afers Exteriors rus, Maria Zakhàrova, manifestà per facebook: «Ara tinc un nou ídol democràtic. Aquest cop és una dona. La ministra d'Exteriors d'Espanya», així com que «les tecnologies avançades de la propaganda occidental són de les millors». Per la seva banda, i en una acció coordinada, el 8 de febrer, Alemanya, Polònia i Suècia expulsaren a un diplomàtic rus del seu territori en resposta a la decisió pressa pocs dies abans contra els seus representants. En un nou embat, el 9 de febrer, Borrell verbalitzà en una intervenció al Parlament Europeu la voluntat de proposar mesures, a la reunió del Consell d'Afers Exteriors de finals de febrer, encaminades a vertebrar «accions robustes contra la desinformació, ciberatacs i amenaces híbrides» per a respondre a la deriva russa.
El 13 de maig de 2021, en una conferència del Reial Institut Elcano, va reconèixer públicament que Lavrov l'advertí que si durant la reunió es parlava d'Aleksei Navalni i el seu empresonament ell parlaria sobre el procés independentista català i els seus presos polítics per constatar que la Unió Europea també té problemes interns de drets humans i llibertats.